# Cypress Hill III: Temples of Boom
Cypress Hill III: Temples of Boom je treći album američke hip hop grupe Cypress Hill, izdan je krajem 1995. godine. Ovaj album je dosta mračniji od prethodna dva, te se ovim albumom grupa okrenula prema nešto mirnijem, sporijem, sablasnijem zvuku. Mračno raspoloženje albuma odraz je sukoba unutar grupe u to vrijeme, kada je Sen Dog privremeno napustio grupu da bi se bavio nekim drugim projektima.
Na pjesmi "Killa Hill Niggas" gostuju članovi grupe Wu-Tang Clan RZA i U-God. 
Pjesmom "No Rest For The Wicked" započela je dvogodišnja svađa Cypress Hilla i repera Ice Cubea kojeg su članovi grupe optužili za krađu pjesme, jer je njegova pjesma "Friday" bila veoma slična njihovoj pjesmi “Throw Your Set in the Air".
Album je komercijalno bio uspješan te je dosegao dvostuku platinastu nakladu.

## Popis pjesama
1. "Spark Another Owl" (Freese, Muggs) – 3:40
2. "Throw Your Set in the Air" (Freese, Muggs) – 4:08
3. "Stoned Raiders" (Freese, Muggs, Reyes) – 2:54
4. "Illusions" (Freese, Muggs) – 4:29
5. "Killa Hill Niggas" (featuring RZA and U-God) (Diggs, Freese, Reyes, Hawkins) – 4:03
6. "Boom Biddy Bye Bye" (Freese, Muggs, Reyes) – 4:04
7. "No Rest for the Wicked" (Freese, Muggs) – 5:01
8. "Make a Move" (Freese, Muggs) – 4:34
9. "Killafornia" (Freese, Muggs) – 2:56
10. "Funk Freakers" (Freese, Muggs) – 3:16
11. "Locotes" (Freese, Muggs, Reyes) – 3:39
12. "Red Light Visions" (Freese, Muggs) – 1:46
13. "Strictly Hip Hop" (Freese, Muggs) – 4:33
14. "Let it Rain" (Freese, Muggs) – 3:45
15. "Everybody Must Get Stoned" (Freese, Muggs) – 3:05
16. "Smuggler's Blues" (Japanese Bonus Track) (Freese, Muggs) - 4:23

## Izvođači
- B-Real – pjevač
- Sen Dog – pjevač
- DJ Muggs – produkcija, miksanje

## Top ljestvica

### Albuma
| Godina | Ljestvica              | Pozicija |
| ------ | ---------------------- | -------- |
| 1995.  | The Billboard 200      | #5       |
| 1995.  | Top R&B/Hip Hop Albumi | #3       |

### Singlova
| Godina | Singl                       | Ljestvica        | Pozicija |
| ------ | --------------------------- | ---------------- | -------- |
| 1995.  | "Throw Your Set in the Air" | Hot Rap Singles  | #11      |
| 1995.  | "Throw Your Set in the Air" | UK Singles Chart | #15      |
| 1996.  | "Illusions"                 | Hot Rap Singles  | #31      |
| 1996.  | "Illusions"                 | UK Singles Chart | #23      |
| 1996.  | "Boom Biddy Bye Bye"        | Hot Rap Singles  | #19      |

## Vanjske poveznice
- allmusic.com - III: Temples of Boom